# Cándida, esposa improvisada
Cándida, esposa improvisada es el capítulo dieciocho de la primera temporada de la serie de televisión argentina Mujeres asesinas. Este episodio se estrenó el día 15 de noviembre de 2005.
En el libro de "Mujeres asesinas", este capítulo recibe el nombre de "Cándida R., la mujer del ferretero".
Este episodio fue protagonizado por Cecilia Roth en el papel de asesina. Coprotagonizado por Pablo Cedrón y por el primer actor Norman Briski. También, contó con la actuación especial de Mónica Villa. Y la participación de Vera Carnevale.

## Desarrollo

### Trama
Cándida (Cecilia Roth), es una mujer que se prostituye desde hace muchos años; su novio, Víctor (Pablo Cedrón), es el cafiolo de ella, y de varias prostitutas más; él la manipula y le saca el dinero. Un día Cándida necesita ir a un zapatero que además es dueño de una ferretería; es ahí que ella conoce a Ángel (Norman Briski), un hombre anciano que es muy atento. Éste comienza a halagarla con sus palabras y regalos, solo quiere de ella, su compañía. Cándida no entiende por qué, pero luego se entera de que Ángel es viudo. Desde entonces Cándida comienza a tener un cariño muy grande hacia Ángel, y para salir de la prostitución, se va a vivir con él. Pasan los días, y ambos son muy felices, pero todo se termina cuando Víctor la obliga a ejercer nuevamente la otra vida. Cuando Ángel la descubre, este la echa y ella desesperada decide matar a Ángel de varias puñaladas.

### Condena
Cándida O. fue detenida en el momento mismo del crimen. Los policías que actuaron, encontraron una gran cantidad de bolsas de polietileno y cuchillos de varios tamaños. Sostienen que la mujer pretendía trozar el cuerpo, embolsarlo, congelarlo y deshacerse de él por partes. Cándida está en prisión, acusada de homicidio agravado por el vínculo.

## Elenco
- Cecilia Roth
- Norman Briski
- Pablo Cedrón
- Mónica Villa
- Vera Carnevale

## Adaptaciones
- Mujeres asesinas (Colombia): Candela, la esposa improvisada - Nórida Rodríguez
- Mujeres asesinas (México): Cándida, esperanzada - Lucía Méndez[1]
- Mujeres asesinas (Ecuador): Cándida, esposa improvisada - Silvana Ibarra[2]